# Liste von Persönlichkeiten der Stadt Duisburg
Die folgende Liste beschäftigt sich mit den Persönlichkeiten der Stadt Duisburg.

## In Duisburg geborene Persönlichkeiten
Folgende Personen wurden in Duisburg bzw. im heutigen Stadtgebiet Duisburgs geboren:

### 15. bis 18. Jahrhundert
- Johann Wassenberch (1454–1517), Geistlicher
- Arnold Mylius (1540–1604), Buchdrucker und -händler
- Theodor Undereyck (1635–1693), evangelischer Pfarrer, geistlicher Schriftsteller und Wegbereiter des Pietismus
- Theodor Timmermann (1627–1700), Apotheker, Bürgermeister von Mannheim und Bürgermeister der Pfälzer Kolonie von Magdeburg
- Johann Christian Loers (1675–1743), reformierter Geistlicher, Theologe und Hochschullehrer
- Johann Philipp Lorenz Withof (1725–1789), Professor für Geschichte, Beredsamkeit und Moral
- Gerhard Haniel (1774–1834), Unternehmer
- Ludwig von Voß (1775–1835), Lazarett-Aufseher und Stifter
- Anton Coutelle (1777– nach 1829), Kreissekretär und Landrat
- Jakob von der Kuhlen (1777–1862), evangelischer Theologe
- Johann Carl Friedrich Gildemeister (1779–1849), Jurist
- Franz Haniel (1779–1868), Unternehmer
- Christian Krafft (1784–1845), Theologe
- Heinrich Kamp (1786–1853), Kaufmann, Bankier und Industrieller
- Otto von Gloeden (1788–1840), preußischer Landesbauinspektor und Architekt
- Johann Gottlob Krafft (1789–1830), reformierter Pfarrer, Superintendent und Konsistorialrat
- Friedrich Günther (1791–1848), Bürgermeister der Stadt Düren
- Julius Möller (1793–1877), Präsident der Handelskammer von Elberfeld und Barmen
- Engelbert von Velsen (1793–1868), evangelischer Pastor und Superintendent in Unna
- Gottfried Kirberg (1793–1849), deutscher Wollhändler und Politiker
- Carl Böninger (1795–1877), Duisburger Unternehmer
- Hermann Adam von Kamp (1796–1867), Lehrer, Heimatkundler und Schriftsteller

### 19. Jahrhundert

#### 1801 bis 1820
- Ludwig Susen (1807–1863), Elementarlehrer
- Hugo Haniel (1810–1893), Nachfolger seines Vaters und Unternehmers Franz Haniel
- Carl Haniel (1811–1861), Unternehmer
- Ludwig Haniel (1817–1889), Unternehmer
- Julius Curtius (1818–1885), Industrieller und Politiker

#### 1821 bis 1840
- Adolf Krummacher (1824–1884), evangelischer Theologe
- Gerhard vom Rath (1830–1888), Mineraloge und Geologe
- Eugen de Haën (1835–1911), Chemiker und Unternehmer
- Friedrich Westphal (1835–1915), Kaufmann und Unternehmer
- Ernst Carstanjen (1836–1884), Chemiker
- Julius Weber (1840–1934), Unternehmer und Politiker

#### 1841 bis 1860
- Franz Haniel junior (1842–1916), Unternehmer
- Heinrich Joseph Kayser (1842–1917), Architekt
- Friedrich Wilhelm Steinkopf (1842–1911), Beamter und Bürgermeister der Städte Kleve und Mülheim am Rhein
- Heinrich von Eicken (1846–1890), Historiker und preußischer Staatsarchivar
- Engelbert Hardt (1847–1919), Unternehmer und Bankier
- Friedrich Graeber (1848–1917), Architekt
- John Haniel (1849–1912), preußischer Landrat, Grubenbesitzer und Politiker
- Otto Knaudt (1855–1911), Ingenieur und Unternehmer
- Hermann vom Rath (1856–1917), Legationsrat und Mitglied des Preußischen Abgeordnetenhauses
- Theodor Curtius (1857–1928), Chemiker
- Henry Adams (1858–1929), deutsch-amerikanischer Bauingenieur
- Heinrich Wolf (1858–1942), Schriftsteller
- Erich Liesegang (1860–1931), Historiker und Bibliothekar
- Gustav Weigand (1860–1930), Sprachwissenschaftler

#### 1861 bis 1880
- Walter de Gruyter (1862–1923), Kaufmann und Verleger
- Richard Hindorf (1863–1954), Tropenpflanzer und Agrarwissenschaftler
- Friedrich Carstanjen (1864–1925), Kunsthistoriker
- Karl Leipold (1864–1943), Maler
- Ludwig Keller (1865–1925), Maler
- Wilhelm Eisenblätter (1866–1934), Bühnen- und Landschaftsmaler in Königsberg
- Oscar Mauritz (1867–1959), Pastor
- August Kraus (1868–1934), Bildhauer
- Gustav Coupette (1869–1937), Hüttendirektor
- Edgar Haniel von Haimhausen (1870–1935), Diplomat
- Cornelius Hamecher (1872–1925), Postbeamter und Mitglied des Deutschen Reichstags
- Richard Böninger (1874–1944), Verwaltungsjurist und Landrat
- Wilhelm Frede (1875–1942), Diplomat
- Felix Baumbach (1876–1966), Schauspieler und Regisseur
- Hedda Eulenberg (1876–1960), Übersetzerin und Schriftstellerin
- Amalie Weidner-Steinhaus (1876–1963), Heimatdichterin
- Julius Curtius (1877–1948), Jurist und Politiker
- Wilhelm Esser (1878–1932), Metallurg, Manager der Stahlindustrie
- Erich Sieburg (1878–1947), Schriftsteller
- Joseph Stoffels (1879–1923), Weihbischof in Köln
- Eduard Wildschrey (1879–1944), Geologe und Heimatforscher
- Paul Wilhelmi (1879–1962), hessischer Politiker
- Arthur Wynen (1880–1962), Kirchenrechtler

#### 1881 bis 1900
- Carl Achenbach (1881–1961), Maler und Fotograf
- Wilhelm Lehmbruck (1881–1919), Bildhauer und Grafiker
- Gustav Sander (1881–1955), Gewerkschafter und Politiker
- Karl Strack (1881–1945), Flugpionier
- Arnold Dehnen (1882–1969), Politiker
- Ferdinand Lentjes (1882–1955), Ingenieur und Unternehmer
- Julius Friedrich (1883–1977), Politiker
- Otto Wünsche (1884–1919), U-Boot-Kommandant im Ersten Weltkrieg
- Eugen Ferdinand Hoffmann (1885–1971), Schriftsteller
- Otto Trieloff (1885–1967), Leichtathlet
- Adolf Uzarski (1885–1970), Schriftsteller, Maler und Graphiker
- Lothar Budzinski-Kreth (1886–1955), Fußballspieler
- Fritz Springorum (1886–1942), Industrieller und Politiker
- Ludwig ten Hompel (1887–1932), Grafiker und Maler
- Walter Ballas (1887–1969), Krupp-Verteidiger in Nürnberg
- Otto Freytag (1888–1980), Maler und Professor
- Willy Küsters (1888–1949), Schriftsteller
- Paul Lazarus (1888–1951), Rabbiner
- Carl Neinhaus (1888–1965), Jurist und Politiker
- Alfred Berghausen (1889–1954), Fußballspieler
- Heinz Ludewig (1889–1950), Fußballspieler und -trainer
- Heinrich Niewöhner (1889–1959), germanistischer Mediävist
- Ludwig Körner (1890–1968), Schauspieler, Regisseur und Gewerkschaftsfunktionär
- Heinrich Niebes (1890–1966), Politiker
- Heinrich Schlagewerth (1890–1951), Politiker
- Heinrich Schmitz (1890–1968), evangelischer Pfarrer, Mitglied der Bekennenden Kirche und Häftling im KZ Dachau
- Wilhelm Zangen (1891–1971), Industrieller
- Heinrich Bongartz (1892–1946), Offizier
- Wilhelm Loch (1892–1969), Politiker
- Johannes Molzahn (1892–1965), deutsch-US-amerikanischer Maler und Grafiker
- Oswald Pohl (1892–1951), SS-Obergruppenführer
- Walter Ring (1892–1954), Historiker und Archivar
- Bruno Werntgen (1893–1913), Flugpionier und Fluglehrer
- Alfred Hartmann (1894–1967), Manager und Politiker
- Max König (1894–1983), Volkswirt und Besitzer der König-Brauerei
- Hans Hecker (1895–1979), Offizier, Generalmajor
- Paul Bäumer (1896–1927), Jagdflieger des Ersten Weltkriegs
- Max Schewe (1896–1951), Maler, Zeichner und Graphiker
- Ludger Born (1897–1980), Priester, Jesuit
- Annegret Riffel (1897–1968), Schauspielerin, Synchron- und Hörspielsprecherin
- Arnold Fischer (1898–1972), Politiker
- Werner Schramm (1898–1970), Bildnis-, Figuren- und Landschafts-Maler
- Ernst Bollmann (1899–1974), NSDAP-Funktionär
- Robert Schwarz (1899–1962), Maler
- Rudi Wagener (1899–1963), Schwergewichtsboxer
- Johannes Quasten (1900–1987), katholischer Theologe und Patrologe
- Willi Gottfried Schultz (1900–1969), Gynäkologe und Hochschullehrer

### 20. Jahrhundert

#### 1901 bis 1910
- Luise Albertz (1901–1979), Politikerin
- Ernst Haage (1901–1968), Feinmechaniker und Unternehmer
- Wilhelm Kürten (1901–1975), Schauspieler, Rundfunk-, Hörspiel- und Synchronsprecher
- Ernst Pepping (1901–1981), Komponist und Hochschullehrer
- Charlotte Selver (1901–2003), Musikpädagogin
- Bruno Aulich (1902–1987), Musikwissenschaftler, Musikschriftsteller, Komponist und Dirigent
- Ernst Forsthoff (1902–1974), Staatsrechtler
- Friedrich Kocks (1902–1975), Eisenhüttenkundler und Unternehmer
- Friedrich Neven (1902–1971), Politiker
- Margot Philips (1902–1988), deutsch-neuseeländische Malerin und Kunstförderin
- Elsa Scholten (1902–1981), Schauspielerin
- Kurt Schröder (1902–1979), Hals-Nasen-Ohren-Arzt
- Heinrich Warczak (1902–1986), Politiker
- Hans Fiedler (1903–nach 1941), Porträt- und Landschaftsmaler der Düsseldorfer Schule
- Karl Harzig (1903–1970), Politiker
- Fritz Ketz (1903–1983), Maler und Grafiker
- Joseph Illerhaus (1903–1973), Politiker
- Hermann Östrich (1903–1973), deutsch-französischer Ingenieur
- Gustav Stein (1903–1979), Jurist und Politiker
- Hans-Eduard Hengstenberg (1904–1998), Philosoph
- Werner Hersmann (1904–1972), SS-Sturmbannführer
- Hermann Heuer (1904–1992), Anglist und Hochschullehrer
- Helmut Küpper (1904–1956), Verleger
- Raymund Linden (1904–1981), Ordenspriester und Kirchenhistoriker
- Friedhelm Missmahl (1904–1967), Politiker
- Liselotte Schramm-Heckmann (1904–1995), Bildnis-, Figuren- und Landschafts-Malerin
- Rudolf Stampfuß (1904–1978), Prähistoriker
- Heinrich Tonscheidt (1904–1954), Unternehmer und Politiker
- Otto Bovensiepen (1905–1979), Jurist und SS-Standartenführer
- Heinz Coubier (1905–1993), Regisseur und Schriftsteller
- Rolf Gantenberg (1905–1968), Richter am Bundesfinanzhof
- P. Walter Jacob (1905–1977), Schauspieler, Hörspielsprecher, Dramaturg und Regisseur
- August Sackenheim (1905–1979), Fußballspieler und -trainer
- Jakob Schüller (1905–1944), Leichtathlet
- Kurt Utermann (1905–1986), Soziologe und Sozialarbeitswissenschaftler
- Hans Berger (1906–1973), Boxer
- Eberhard Brünen (1906–1980), Politiker
- Herbert Dieckmann (1906–1986), deutsch-US-amerikanischer Romanist und Literaturwissenschaftler
- Arnold Dohmen (1906–1980), Internist, Bakteriologe und Stabsarzt
- Georg Hoeltje (1906–1996), Kunsthistoriker und Autor
- Erwin Müller (1906–1968), saarländischer Politiker
- Karl Prasse (1906–1997), Maler und Bildhauer, Mitbegründer der Duisburger Sezession
- Edith Raphael (1906–1943), jüdische Juristin und Widerstandskämpferin gegen den Nationalsozialismus
- Wilhelm Richter (1906–1978), Physiker und Hochschullehrer
- Volkram Anton Scharf (1906–1987), Kunstmaler und Bildhauer
- Wilhelm Schmidt-Ruthenbeck (1906–1988), Unternehmer, Metro Group
- August Seeling (1906–1998), Oberbürgermeister von Duisburg
- Emil Ziegenmeyer (1906–1991), Regierungsrat zur Zeit des Nationalsozialismus
- Karl Bergmann (1907–1979), Politiker
- Theodor Filthaut (1907–1967), Professor für Pastoraltheologie
- Anne Fries (1907–1973), Politikerin
- Paul Klingenburg (1907–1964), Wasserballspieler
- Else Quecke (1907–2004), Schauspielerin
- Josef Rodzinski (1907–1984), Fußballspieler
- Siegfried Ruff (1907–1989), Luftwaffenmediziner
- Bernd Aldenhoff (1908–1959), Heldentenor
- Carl Mandelartz (1908–1982), Schriftsteller
- Manfred Meurer (1908–1979), Schauspieler
- Ferdinand Oppenberg (1908–1989), Lyriker und Prosaist
- Karl-Heinz Stroux (1908–1985), Schauspieler, Regisseur und Theaterleiter
- Jupp Becker (1909–1997), Turn- und Sportlehrer
- Ludwig Cremer (1909–1982), Regisseur, Schauspieler und Hörspielsprecher
- Karl Kübel (1909–2006), Unternehmer, Philanthrop und Stifter
- Hans Lohbeck (1909–1974), Maler, Glas- und Mosaikkünstler
- Juliane Roh (1909–1987), Kunsthistorikerin und Kunstschriftstellerin
- Hans Schneider (1909–1972), Wasserballspieler
- Matthias Billen (1910–1989), Fußballspieler
- Wolfgang Curtius (1910–1996), Unternehmer
- Karl Heinrich Doetsch (1910–2003), Unternehmer
- Erich Gerlach (1910–1972), Politiker und Wirtschaftswissenschaftler
- Heinz Kiwitz (1910–1938), Holzschneider des Expressionismus
- Ernst Kreetz (1910–1992), Bildhauer und Stuckateur
- Johannes Weber (1910–?), Politiker
- Otto Wiesner (1910–2006), Kommunist und NS-Opfer

#### 1911 bis 1920
- Yehoshua Amir (1911–2002), israelischer Rabbiner, Philosoph und Hochschullehrer
- Johann Asch (1911–1990), Politiker
- Kurt Bossler (1911–1976), Komponist
- Günter Grote (1911–1985), Künstler und Hochschullehrer
- Hans Koch (1911–1995), Politiker (FDP), Mitglied des Landtags von Nordrhein-Westfalen
- Karl Christian Peters (1911–1944), Maler, Zeichner und Illustrator
- Willy Schmidt (1911–2003), Gewerkschaftsfunktionär und Widerstandskämpfer gegen das NS-Regime
- Johannes Sommer (1911–2006), Kunsthistoriker
- Wilhelm Tenhagen (1911–1954), Politiker
- Wilhelm Bergs (1912–1991), Politiker
- Kurt Bolender (1912–1966), SS-Oberscharführer und Kriegsverbrecher
- Aenne Brauksiepe (1912–1997), Politikerin
- Christian van Marwyck (1912–?), Hygieniker und Mikrobiologe
- Bruno Wüstenberg (1912–1984), Erzbischof
- Hans Caninenberg (1913–2008), Schauspieler und Schriftsteller
- Ludwig Heieck (1913–1985), Politiker (CDU)
- August Tiedtke (1913–1972), Karambolagespieler und mehrfacher Welt- und Europameister
- Heinz Trökes (1913–1997), Künstler
- Hildegard Bartels (1914–2008), Beamtin
- Paul Broicher (1914–2001), Hauptgeschäftsführer des Deutschen Industrie- und Handelskammertages
- Irene Janetzky (1914–2005), belgische Journalistin und Rundfunkdirektorin
- Ernst Kähler (1914–1991), Evangelischer Theologe und Kirchenhistoriker
- Wilhelm Lempken (1914–1982), Politiker
- Adolf Oehlen (1914–1972), Grafiker und Cartoonzeichner
- Karl Tetzner (1914–2008), Medienjournalist, Chefredakteur der Funkschau
- Wilhelm Wiacker (1914–1977), Maler
- Willy Bartock (1915–1995), Lyriker und Dramatiker
- Erwin Iserloh (1915–1996), katholischer Kirchenhistoriker und Ökumeniker
- Heinz Kühnle (1915–2001), Marineoffizier
- Heinz Neukirchen (1915–1986), Offizier in der Kriegsmarine
- Rudolf Schock (1915–1986), Opern-, Lied- und Operettensänger
- Paul Scholz (1915–1976), Politiker
- Hans Edmund Wolters (1915–1991), Ornithologe
- Friedrich Adler (1916–1996), geboren in Rheinhausen, Professor für Bergbaukunde und Direktor der Walsum AG
- Günter Bandmann (1917–1975), Kunsthistoriker
- Friedl Brehm (1917–1983), Verleger, Redakteur und Autor
- Karl Stachelscheid (1917–1970), Maler
- Hanns-Heinz Bielefeld (1918–2018), Politiker
- Gabriel Epstein (1918–2017), Architekt und Stadtplaner
- Ernst Paul Jacobs (1918–2006), Politiker
- Waldemar Niepagenkemper (1918–2000), Maler
- Dieter Hucks (1919–1990), Boxer
- Toni Turek (1919–1984), Fußballspieler
- Wilhelm Hartkopf (1920–2004), Oberbürgermeister der Stadt Remscheid
- Werner Hörnemann (1920–1997), Autor und Verleger
- Friedrich Heinen (1920–1982), Politiker
- Karl Hetzel (1920–1972), Fußballspieler

#### 1921 bis 1930
- Dirk Dautzenberg (1921–2009), Schauspieler und Theaterregisseur
- Rudolf Englert (1921–1989), Maler und Graphiker
- Alfred Preißler (1921–2003), Fußballspieler und -trainer
- Willy Peter Reese (1921–1944), Schriftsteller
- Werner Schmitz (1921–1977), Generalleutnant der Bundeswehr
- Heinz Szymczak (1921–1994), Politiker
- Hartmut Schulze-Boysen (1922–2013), Diplomat
- Walter Schädlich (1922–2016), Handballnationalspieler
- Kurt Hälker (1922–2010), Widerstandskämpfer gegen den Nationalsozialismus
- Johannes Völling (1922–2002), Vorstandsvorsitzender der WestLB
- Ursula Wölfel (1922–2014), Kinderbuchautorin
- Hans-Wilhelm Birker (1923–1995), Admiralarzt
- Wilhelm Haferkamp (1923–1995), Gewerkschafter und Politiker
- Arnold Kempkens (1923–2001), Komponist und Dirigent
- Paul Arnold Nelles (1923–2005), Jurist und Politiker
- Kurt Neumann (1923–2014), Fußballspieler
- Wilhelm Schmidt (* 1923), Fußballspieler und -trainer
- Artur Woll (1923–2020), Wirtschaftswissenschaftler und Lehrbuchautor
- Ludwig Eichhorn (1924–2006), Politiker
- Ernst Kozub (1924–1971), Opernsänger
- Paul Märzheuser (1924–2007), Präsident des MSV Duisburg
- Frithjof Elmo Porsch (1924–2015), Schriftsteller
- Hermann Spillecke (1924–1977), Pädagoge und Politiker
- Günther Stoll (1924–1977), Schauspieler
- Hermann Winkler (1924–2009), Opernsänger und Kammersänger
- Bernie Alder (1925–2020), US-amerikanischer Physiker
- Fred Bertelmann (1925–2014), Schlagersänger
- Hildegard Bienen (1925–1990), bildende Künstlerin
- Günter Brocker (1925–2015), Fußballspieler und -trainer
- Rolf Crummenauer (1925–1999), Künstler und Hochschullehrer
- Friedrich Haarhaus (1925–2017), Maler und Grafiker
- Werner Hanfgarn (1925–1999), Journalist
- Johannes Rathofer (1925–1998), Altgermanist
- Elmar Rösch (1925–2015), Fußballtrainer
- Ferdinand Simoneit (1925–2010), Journalist, Bestsellerautor und Journalistenlehrer
- Elisabeth Borchers (1926–2013), Schriftstellerin
- Heinz Ingo Hilgers (1926–2004), Schauspieler
- Karl Heinz Kenn (1926–2000), Politiker
- Waltraud Lauer (1926–2003), Politikerin
- Lisette Mahler (* 1926), Filmregisseurin
- Nikolaus Rosiny (1926–2011), Architekt
- Horst Zaborowski (* 1926), Politiker
- Friedrich Alfred Bach (* 1927), Filmregisseur, Produzent und Kameramann
- Ludwig Berekoven (1927–2023), Wirtschaftswissenschaftler
- Walter Bettges (1927–1991), Politiker
- Alexander von Cube (1927–2013), Wissenschaftsjournalist
- Peter Wilhelm Höffkes (1927–2005), Politiker
- Bernd Petermann (1927–2009), Anwalt und Politiker
- Franz Püll (1927–2019), Politiker
- Willi Wahl (1927–2019), Politiker
- Hans Günther Cremers (1928–2004), Maler und Grafiker
- Richard Ellerkmann (* 1928), Botschafter
- Heinz Fallak (1928–1999), Sport-Funktionär
- Burkhard Frenzel (1928–2010), Geograph und Botaniker
- Hans Geister (1928–2012), Leichtathlet
- Theo Hahn (1928–2016), Mineraloge, Kristallograph und Hochschullehrer
- Ernst-Edmund Keil (* 1928), Schriftsteller
- Günter Metken (1928–2000), Kunsthistoriker, Ausstellungskurator, Essayist und Reiseschriftsteller
- Hans Poetschki (1928–1997), Politiker
- Hans Quecke (1928–1998), Jesuit, Koptologe und Liturgiewissenschaftler
- Wolfram Siebeck (1928–2016), Journalist und Gastronomiekritiker
- Dieter Withum (1928–1979), Bauingenieur und Universitätsprofessor für Strömungsmechanik, Elektronisches Rechnen im Bauwesen und Baumechanik/Statik
- Ernst Achilles (1929–1999), Oberbranddirektor der Stadt Frankfurt am Main
- Horst Arndt (1929–2016), Anglist
- Günter Birtsch (* 1929), Historiker
- Werner Böcking (1929–2021), Schriftsteller
- Werner Ellerkmann (1929–2007), Jurist und Wissenschaftsmanager
- Willi Fährmann (1929–2017), Kinder- und Jugendbuchautor
- Rudolf Hoke (1929–2025), österreichischer Rechtshistoriker
- Christiane Jansen (* 1929), Schauspielerin
- Wilfried Koch (1929–2022), Künstler und Kunsthistoriker
- Werner Linkner (1929–2013), Politiker
- Erich Meinike (1929–2018), Politiker
- Anton Riederer (1929–2004), Politiker
- Helmut Sadlowski (1929–2007), Fußballspieler
- Helmut Sethe (1929–1983), Journalist
- Heinrich Siemes (* 1929), Mineraloge
- Klaus Greef (* 1930), römisch-katholischer Priester, Stadtdekan von Frankfurt am Main
- Heinz Horn (1930–2015), Manager und Vorstandsvorsitzender
- Jürgen Schwoerbel (1930–2002), Limnologe
- Karlheinz Sorger (1930–2019), römisch-katholischer Theologe
- Peter Steffen (1930–2012), Schlagersänger
- Ernst Vogt (1930–2017), Altphilologe

#### 1931 bis 1940
- Helmut Arntzen (1931–2014), Literaturwissenschaftler, Essayist, Aphoristiker und Fabelautor
- Roland Freihoff (1931–2025), Ruderer und Professor
- Günter Geschke (1931–2014), Journalist
- Harry Kesten (1931–2019), US-amerikanischer Mathematiker und Professor an der Cornell University
- Dieter Bach (* 1932), evangelischer Theologe
- Anni Brandt-Elsweier (1932–2017), Politikerin (SPD)
- Erhard S. Gerstenberger (1932–2023), evangelischer Theologe und Alttestamentler
- Hermann Giesecke (1932–2021), Erziehungswissenschaftler
- Günter Jansen (1932–2019), Fußballtorwart
- Kurt Löcher (1932–2018), Kunsthistoriker
- Karl-Heinz Stienen (1932–2004), Politiker (SPD, SDU)
- Manfred Stock (* 1932), Gartenbauer und Umweltschützer
- Göta Tellesch (1932–2013), Malerin
- Klaus Dörner (1933–2022), Vertreter der deutschen Sozialpsychiatrie
- Wolfgang Hindrichs (1933–2012), Erziehungs- und Sozialwissenschaftler
- Uschi Krämer (1933–2010), Lehrerin, Journalistin und niederdeutsche Autorin
- Margarete Rehm (1933–2012), Bibliothekarin
- Karlheinz Rösener (1933–2024), Diplom-Ingenieur und Industriemanager
- Günter Schaub (1933–2013), Jurist, Vorsitzender Richter am Bundesarbeitsgericht
- Günter Schluckebier (1933–2002), Politiker (SPD)
- Helmut Spieker (1933–2014), Architekt und Professor
- Kriemhild Hausmann (1934–2020), Leichtathletin
- Bernhard Küppers (1934–2008), Architekt und Baubeamter
- Hans Küppers (1934–2009), Politiker (CDU) und Stadtplaner
- Kriemhild Limberg, geborene Hausmann (1934–2020), Leichtathletin, Diskuswerferin
- Winfried Scharlau (1934–2004), Journalist und Historiker
- Hans-Joachim Achim Schneider (* 1934), Wasserballspieler
- Christiane Binder-Gasper (1935–2023), Schriftstellerin
- Winfried Jansen (1935–2024), Architekt und Hochschullehrer
- Dieter Kürten (* 1935), Sportreporter
- Friedel Neuber (1935–2004), Bankmanager und Politiker
- Jacques Berndorf (1936–2022), Journalist und Schriftsteller
- Jörg Boström (1936–2025), Maler, Fotograf und Hochschullehrer
- Chinmayo (1936–2021), Maler, Objektkünstler und Schriftsteller
- Josef Müller (1936–2021), Maler und Grafiker
- Günter Preuß (* 1936), Fußballspieler und -trainer
- Hans-Jörg Reiffen (1936–2012), Mathematiker
- Horst Josef Zugehör (* 1936), Richter am Bundesgerichtshof
- Nicolas Born (1937–1979), Schriftsteller
- Wolfgang Engelmann (1937–2024), Flottillenadmiral
- Christa Hoffmann-Riem (1937–1990), Soziologin und Hochschullehrerin
- Siegfried Jäger (1937–2020), Sprachwissenschaftler
- Alfred Jahn (1937–2024), Kinderchirurg
- Charlotte Kann (* 1937), Politikerin (SPD)
- Manfred Krug (1937–2016), Schauspieler, Sänger und Schriftsteller
- Rolf Schafstall (1937–2018), Fußballspieler und -trainer
- Michael Schoenholtz (1937–2019), Bildhauer
- Lieselotte Schweikert (1937–2020), Politikerin (FDP)
- Erhard Blankenburg (1938–2018), Rechtssoziologe
- Manfred Bruckschen (1938–2019), Politiker (SPD) und Betriebsrat
- Willi Drehmann (* 1938), Fußballspieler
- Eckart Ehlers (* 1938), Geograph und Hochschullehrer
- Karl Hofius (* 1938), Geowissenschaftler und Hydrologe
- Gerhard Josten (* 1938), Schachhistoriker und Schachkomponist
- Heinz Kempken (1938–1995), Politiker (CDU)
- Lutz Koch (1938–2009), Politiker (SPD)
- Volkmar Kretkowski (* 1938), Pädagoge und Politiker
- Gerhard Losemann (* 1938), Künstler und Kunstsammler
- Fritz Pleitgen (1938–2022), Journalist
- Jörn Rüsen (* 1938), Historiker und Kulturwissenschaftler
- Gerhard Schneider (* 1938), Professor für Romanistik
- Horst Günther (* 1939), Politiker (CDU)
- Hans-Dieter Möller (* 1939), Organist und Musikpädagoge
- Georg Müller-Egert (1939–1979), Komponist und Journalist
- Horst Bartnitzky (* 1940), Pädagoge
- Dieter Danzberg (1940–2019), Fußballspieler
- Reiner Dick (1940–1974), Professor für Betriebswirtschaftslehre
- Wilhelm Hein (1940–2025), Filmemacher, Filmproduzent, Filmregisseur, Filmtheoretiker und Performancekünstler
- Irmgard Karwatzki (1940–2007), Politikerin (CDU)
- Jürgen Kesting (* 1940), Journalist, Musikkritiker und Fachbuchautor
- Werner Krämer (1940–2010), Fußballspieler
- Klaus Erich Pollmann (* 1940), Historiker
- Friedel Rausch (1940–2017), Fußballspieler und -trainer
- Hans Rentmeister junior (* 1940), Generalsekretär des Internationalen Sachsenhausen-Komitees
- Peter Rummel (* 1940), österreichischer Rechtswissenschaftler
- Dieter Schulte (1940–2022), Gewerkschafter
- Klaus Peter Schwarz (1940–2005), Künstler, Jurist, Pädagoge und Unternehmer
- Heiner Timmermann (1940–2018), Historiker
- Klaus Ulsenheimer (* 1940), Jurist, Rechtsanwalt und Professor an der Universität München
- Hans-Joachim Wiese (1940–2007), Gastronom

#### 1941 bis 1950
- Egbert Dierker (* 1941), Professor für Wirtschaftstheorie in Wien
- Peter Roggenkämper (* 1941), Ophthalmologe
- Ralf Rothkegel (* 1941), Bundesrichter und Jazzmusiker
- Achim Warmbold (* 1941), Rallyefahrer
- Rainer Dally (* 1942), Jurist am Oberlandesgericht Rostock
- Hermann Haverkamp (1942–2021), Wasserballspieler
- Johannes Heinrichs (* 1942), Philosoph und Semiotiker
- Niklaus Schmid (* 1942), Schriftsteller
- Bärbel Schubel (* 1942), Bibliothekarin
- Günter Albrecht (* 1943), Soziologe
- Günter von Lonski (* 1943), Schriftsteller
- Dieter Mützelburg (* 1943), Politiker
- Rolf Schumacher (* 1943), Diplomat
- Ulrich Weiler (* 1943), Handballspieler und -trainer
- Daisy Door (* 1944), Schlagersängerin
- Walter Hellmich (* 1944), Fußball-Funktionär und Bauunternehmer
- Werner Scholz (* 1944), Fußballtorhüter und -trainer
- Michael Bella (* 1945), Fußballspieler
- Heinz-Werner Geisenberger (* 1945), Autor und Regisseur
- Friedrich Josten (1945–1983), Hockeyspieler
- Aloys Berg (* 1946), Sportmediziner und Hochschullehrer
- Jürgen Gmehling (* 1946), Professor für Technische Chemie
- Friedhelm Haebermann (* 1946), Fußballspieler
- Holger Klotzbach (* 1946), Kulturmanager
- Patrick Johannes Kluger (1946–2021), Orthopäde, Wirbelsäulenchirurg, Paraplegiologe und Erfinder
- Joachim Messing (1946–2019), Professor für Molekulare Genetik
- Friedhelm Mönter (1946–2009), Kulturjournalist und Radio-Moderator
- Johannes Pflug (* 1946), Politiker
- Manfred Rogner (* 1946), Fachbuchautor für Reptilien und Amphibien
- Georg Rosenthal (* 1946), Politiker
- Udo Scheepers (1946–1986), Politiker
- Johanna Taubert (1946–2008), Pflegedienstleiterin und Professorin für Pflegewissenschaft
- Eduard Führ (* 1947), Architekturhistoriker und -theoretiker
- Julius Kuhl (* 1947), Psychologe und Hochschullehrer
- Helga Kühn-Mengel (* 1947), Politikerin
- Nikolaus Schneider (* 1947), evangelischer Theologe
- Holger Ellerbrock (* 1948), Politiker
- Heinz-Jürgen Görtz (1948–2020), römisch-katholischer Theologe und Hochschullehrer
- Werner Hacke (* 1948), Neurologe und Hochschullehrer
- Bernd Hänschke (* 1948), Komponist
- Ernst Kausen (* 1948), Mathematiker, Informatiker sowie Sprachwissenschaftler
- Hans Meyer-Hörstgen (* 1948), Mediziner und Schriftsteller
- Holger Osieck (* 1948), Fußballtrainer und Funktionär der FIFA
- Ilona Riedel-Spangenberger (1948–2007), Theologin
- Hanns Heinrich Schumacher (* 1948), Diplomat
- Günter Wienhold (1948–2021), Fußballtorhüter
- Erwin Braun (* 1949), Fußballspieler
- Peter Bursch (* 1949), Gitarrist und Autor von Gitarrenbüchern
- Reiner Geye (1949–2002), Fußballspieler
- Reiner Hollmann (* 1949), Fußballspieler und -trainer
- Ulrike Hörster-Philipps (* 1949), Historikerin, Hochschullehrerin
- Rolf Krebs (* 1949), evangelischer Theologe
- Kurt Rettkowski (* 1949), Fußballspieler
- Jürgen Schilling (* 1949), Kunsthistoriker, Kurator und Fachautor
- Dieter Soika (* 1949), Journalist
- Jürgen Bacia (* 1950), Politologe und Archivar
- Volker Biesenbender (* 1950), Geiger und Bratscher
- Wilhelm Eimers (* 1950), Gasballonfahrer
- Horst Fischer (* 1950), Jurist
- Hans-Werner Gessmann (1950–2023), Psychologe und russischer Hochschullehrer
- Jürgen Maehder (* 1950), Musikwissenschaftler und Hochschullehrer
- Berndt Mosblech (1950–2021), Schriftsteller

#### 1951 bis 1960
- Wolfgang Altgeld (1951–2024), Historiker und Hochschullehrer
- Ulrich P. Ecker (* 1951), Archivar
- Veronika Fischer (* 1951), Professorin der Erziehungswissenschaft
- Klaus Hoffmann-Hoock (1951–2017), Multiinstrumentalist und Komponist
- Willi Kissmer (1951–2018), Rockmusiker und Maler
- Karl A. Lamers (* 1951), Politiker
- Doris Maurer (1951–2014), Literaturwissenschaftlerin
- Horst Rellecke (* 1951), Architekt und Künstler
- Michael Sachs (1951–2022), Rechtswissenschaftler
- Christian Simon (* 1951), Moderator und Musikproduzent
- Oliver Spiecker (* 1951), Autor, Journalist, Liedtexter und Programmentwickler
- Beate Wedekind (* 1951), Journalistin, Autorin, Eventmanagerin und TV-Produzentin
- Günter Weiler (* 1951), Generalleutnant des Heeres der Bundeswehr
- Ulrich Abel (* 1952), Mathematiker, Physiker, Humanbiologe und Epidemiologe
- Hans-Jürgen Appelrath (1952–2016), Hochschullehrer für Praktische Informatik
- Heinz-Peter Gasse (* 1952), Politiker
- Gabriela Grillo (1952–2024), Unternehmerin und Dressurreiterin
- Wilhelm Gruissem (* 1952), Biologe
- Klaus Jensen (* 1952), früherer Oberbürgermeister der Stadt Trier und Ehemann von Ministerpräsidentin Malu Dreyer
- Sebastian Kempgen (* 1952), Slawist
- Ralf Kleinfeld (* 1952), Politikwissenschaftler
- Viola König (* 1952), Ethnologin und Hochschullehrerin
- Klaus Kuhlen (1952–2025), Oberst im Generalstabsdienst des Heeres der Bundeswehr
- Jürgen Gelsdorf (* 1953), Fußballspieler
- Volker Hildebrandt (* 1953), Medienkünstler
- Peter Hoffmann (* 1953), Musikproduzent
- Harald Jähner (* 1953), Journalist und Autor
- Heinz Liesbrock (* 1953), Kunsthistoriker
- Harald Schartau (* 1953), Politiker
- Harald Schmitz-Schmelzer (1953–2019), Maler und Objektkünstler
- Ronald Worm (* 1953), Fußballspieler
- Dieter Bartke (1954–2002), Handballtorhüter
- Hartmut Dresia (* 1954), Politiker
- Udo Di Fabio (* 1954), Jurist
- Edgar K. Geffroy (1954–2025), Autor von Wirtschaftsbüchern, Wirtschaftsredner und Unternehmensberater
- Michael Hendricks (* 1954), Unternehmer
- Peter Honnen (* 1954), Sprachwissenschaftler
- Clementia Killewald OSB (1954–2016), Benediktinerin und Äbtissin von Rupertsberg und Eibingen
- Julia Lindig (* 1954), Schauspielerin
- Uwe Lyko (* 1954), Kabarettist und Komiker
- Horst Michna (1954–2007), Arzt und Sportwissenschaftler
- Thomas Rentsch (1954–2022), Philosoph
- Michael Schmitz (* 1954), Journalist, Psychologe, Hochschullehrer
- Werner Schneider (* 1954), Fußballspieler
- Wolfgang Stadler (* 1954), Manager, Soziologe, Bundesverbands-Vorsitzender
- Winfried Zimmer (* 1954), Brigadegeneral des Heeres der Bundeswehr
- Ulrich Druwe (* 1955), Politikwissenschaftler
- Dieter Ebels (* 1955), Schriftsteller
- Joachim Heiden (* 1955), Klassischer Archäologe
- Frank G. Hirschmann (1955–2021), Historiker
- Michael Irmer (1955–1996), Bildhauer und Maler
- Volker Mosblech (1955–2024), Politiker
- Werner Obschernikat (* 1955), Wasserballspieler
- Adolf Sauerland (* 1955), Politiker
- Dieter Stein (* 1955), Künstler, Illustrator und Comiczeichner
- Werner Vollack (* 1955), Fußballspieler
- Ellen Widder (* 1955), Historikerin
- Elke Best (* 1956), Schlagersängerin
- Gunnar Brands (* 1956), Klassischer Archäologe
- Wilfried Maria Danner (* 1956), Komponist
- Gerd Dicke (* 1956), germanistischer Mediävist
- Danny Dziuk (* 1956), Songschreiber und Musiker
- Klaus Engel (* 1956), Chemiker und Manager
- Tom Fährmann (* 1956), Kameramann, Fotograf und Drehbuchautor
- Andreas Floer (1956–1991), Mathematiker
- Detlef Jahn (* 1956), Politikwissenschaftler
- Reiner Klewen (1956–2010), Zoologe
- Volker Schlotmann (* 1956), Politiker
- Harald Suermann (* 1956), Orientalist
- Rainer Wendt (* 1956), Bundesvorsitzender der Deutschen Polizeigewerkschaft
- Elke Werner (* 1956), evangelische Theologin, Lehrerin und Schriftstellerin
- Susann Heenen-Wolff (* 1956), Psychologin, -analytikerin, Hochschullehrerin, Publizistin
- Dietmar Bartz (* 1957), Journalist
- Rainer Barzen (* 1957), Künstler
- Jochen Dornbusch (* ca. 1957), Radsporttrainer
- Axel Freimuth (* 1957), Rektor der Universität zu Köln
- Barbara Loth (* 1957), Politikerin und Staatssekretärin in Berlin
- Frank Nullmeier (* 1957), Professor für Politikwissenschaft
- Edith Oellers (* 1957), Malerin
- Petra Weis (* 1957), Politikerin
- Klaus-Jürgen Bremm (* 1958), Militärhistoriker und Offizier
- Michael Brocker (* 1958), Fußballspieler
- Denise (* 1958), Sängerin, Texterin und Gitarristin
- Christoph Eidens (1958–2005), Jazzvibraphonist
- Peter Ender (* 1958), Schauspieler
- Frank Hartmann (* 1958), Gitarrist, Musiklehrer und Autor
- Jürgen Hingsen (* 1958), Sportler
- Heinz-Werner Jezewski (* 1958), Autor und Politiker
- Stefan Klöckner (* 1958), katholischer Theologe, Musiker und Musikwissenschaftler
- Walter Lesch (* 1958), römisch-katholischer Theologe
- Georg Maas (* 1958), Musikpädagoge
- Jürgen Marbach (* 1958), Geschäftsführer der LTU International Airways
- Volker Perthes (* 1958), Politikwissenschaftler
- Jörg Schneider (* 1958), Versicherungsmanager
- Gisela Walsken (* 1958), Politikerin
- Lothar Wehr (* 1958), römisch-katholischer Priester und Theologe
- Sabine Weiss (* 1958), Politikerin
- Reinhard Wolters (* 1958), Althistoriker und Numismatiker
- Michael Blaszczyk (* 1959), Maler und Zeichner
- Barbara Buchholz (1959–2012), Bassistin, Live-Elektronikerin und Komponistin
- Christian Fries (* 1959), Schauspieler, Regisseur, Musiker und Autor
- Detlef Keller (* 1959), Elektronik-Musiker
- Andreas Mand (* 1959), Schriftsteller
- Christoph Minhoff (* 1959), Journalist, Fernsehmoderator und Autor
- Martin Nowak (* 1959), Fernsehregisseur
- Peter Reuter (* 1959), Bibliothekar
- Michael Rind (* 1959), Prähistoriker
- Christa Schmidt (* 1959), Schriftstellerin
- Eva Maria Welskop-Deffaa (* 1959), Sprecherin des Zentralkomitees der deutschen Katholiken
- Birgit Amend-Glantschnig (* 1960), Kommunalpolitikerin (CDU)
- Ellen Becker (* 1960), Ruderin
- Albert Dölken O.Praem. (* 1960), römisch-katholischer Priester und erster Abt von Hamborn
- Dirk Achim Dhonau (* 1960), Jazzmusiker
- Roland Donath (1960–1998), Rechtswissenschaftler
- Guido Forsting (1960–2015), Politiker
- Tom Hegermann (* 1960), Radiomoderator bei WDR 2 und freier Journalist
- Peter Hinze (* 1960), Kommunalpolitiker (SPD), Bürgermeister von Emmerich
- Ute König (* 1960), deutsche Diplomatin
- Ludger Körntgen (* 1960), Historiker für mittelalterliche Geschichte
- Ralf Meier (* 1960), Journalist und Autor
- Robert Christian van Ooyen (* 1960), Staatswissenschaftler und politischer Philosoph
- Rüdiger Oppers (* 1960), Journalist und Chefredakteur
- Rainer Osselmann (1960–2023), Wasserballspieler
- Armin Reutershahn (* 1960), Fußballtrainer
- Norbert Schellberg (* 1960), Politiker
- Ernst-Christoph Stolper (* 1960), Politiker, Staatssekretär in Rheinland-Pfalz

#### 1961 bis 1970
- Boris Barth (1961–2023), Historiker, Hochschullehrer
- Guido Bolten (* 1961), Journalist
- Peter Michael Dieckmann (* 1961), Kriminalbeamter, Reiki-Lehrer und Autor
- Carsten Fischer (* 1961), Hockeyspieler
- Thomas Frahm (* 1961), Schriftsteller, Verleger, Übersetzer und Journalist
- Carsten Fuß (* 1961), Journalist, Reporter und Moderator
- Ralf Jäger (* 1961), Politiker
- Guido Kern (1961–2021), Schachspieler und -trainer
- Tom Liwa (* 1961), Sänger und Liedermacher
- Martina Meyer-Heil (* 1961), Malerin, Plastikerin
- Theo Pagel (* 1961), Direktor des Kölner Zoos
- Karin Riediger (* 1961), Eiskunstläuferin
- Klaus Ritter (* 1961), Mathematiker und Hochschullehrer
- Harald Schroeter-Wittke (* 1961), Praktischer Theologe
- Wolfgang Trepper (* 1961), Kabarettist und Radiomoderator
- Enno Bommel (* 1962), Richter am Bundesgerichtshof
- Jochen Flasbarth (* 1962), politischer Beamter
- Michael Fuchs (* 1962), Philosoph
- Rainer Hoppe (* 1962), Wasserballspieler und -trainer
- Werner Hucks (* 1962), Jazzgitarrist
- Silvia Kaffke (* 1962), Schriftstellerin
- Katy Karrenbauer (* 1962), Schauspielerin, Sängerin und Autorin
- Olaf Lehne (* 1962), Politiker
- Simone Meyer (1962–2021), Autorin
- Dietmar Schacht (* 1962), Fußballspieler und -trainer
- Enno Stahl (* 1962), Schriftsteller, Journalist, Herausgeber und Organisator
- Hans Peter Thierfeld (* 1962), Kaufmann und von 2002 bis 2010 Bürgermeister der Stadt Strausberg
- Bärbel Dorweiler (* 1963), Verlegerin
- Michael W. Driesch (* 1963), Filmemacher und Unternehmer
- Hanns-Henning Fastrich (* 1963), Feldhockeyspieler
- Roland Gockel (* 1963), Kameramann und Regisseur
- Bernd Hackmann (* 1963), Filmtonmeister und Filmemacher
- Anja Hajduk (* 1963), Politikerin
- Ralf von den Hoff (* 1963), Klassischer Archäologe
- Christoph Höh (* 1963), Politiker
- Friedrich Joussen (* 1963), Manager
- Martin Kemkes (* 1963), Provinzialrömischer Archäologe und Museumsleiter
- Graciano Rocchigiani (1963–2018), Boxer
- Ralf Rocchigiani (* 1963), Boxer
- Marcus O. Rosenmüller (* 1963), Regisseur, Drehbuchautor und Produzent
- Tom Barcal (* 1964), Schauspieler
- Frank Bernstein (* 1964), Althistoriker
- Dirk Brinkmann (* 1964), Feldhockeyspieler
- Armin Eichholz (* 1964), Ruderer
- Frank Falkenstein (* 1964), Prähistoriker
- Brigitte Hahn (* 1964), Sopranistin
- Tobias Kaufhold (* 1964), Kunsthistoriker
- Andreas Kollender (* 1964), Schriftsteller
- Joachim Llambi (* 1964), Bankkaufmann, Börsenmakler und Turniertänzer
- Werner Neumann (* 1964), Jazzgitarrist und Musikpädagoge
- Patrick Opdenhövel (* 1964), politischer Beamter
- Martin Schemm (* 1964), Autor
- Jörg van den Berg (* 1965), Kunstwissenschaftler, Kurator und Museumsdirektor
- Michael Elmentaler (* 1965), Germanist
- Michael Klemm (* 1965), Handballspieler
- Beatrice Kramm (* 1965), Film- und Fernsehproduzentin
- Sigrid von Lintig (* 1965), Malerin
- Thomas Mahlberg (* 1965), Politiker
- Klaus Mohr (* 1965), Jurist und Politiker (SPD)
- Metin Mert (geboren als Detlef Müller, * 1965), deutsch-türkischer Fußballspieler und -torwarttrainer
- Gerrit Reichert (* 1965), Journalist und Autor
- Dirk Stermann (* 1965), Fernseh- und Radiomoderator, Kabarettist und Autor
- Susanne Wollschläger (* 1965), Feldhockeytorhüterin
- Frank Peter Zimmermann (* 1965), Violinist
- Babette Bohlen (* 1966), Richterin und politische Beamtin
- Frank Börner (* 1966), Politiker
- Jorgo Chatzimarkakis (* 1966), Politiker
- Claudia Gahrke (* 1966), Schauspielerin, Hörspielsprecherin und Rezitatorin
- Heiko Hendriks (* 1966), Unternehmensberater und Politiker, MdL Nordrhein-Westfalens
- Joachim Hopp (* 1966), Fußballspieler
- Marion Kainz (* 1966), Regisseurin, Drehbuchautorin und Kamerafrau
- Petra Kammerevert (* 1966), Politikerin
- Dirk Klinge (* 1966), Fußballspieler
- Oliver Adler (* 1967), Fußballtorhüter
- Angelique Damschen (* 1967), Sängerin
- Rolf van Dick (* 1967), Sozialpsychologe
- Thomas Isenberg (* 1967), Politiker
- Caren Jungjohann (* 1967), Feldhockeyspielerin
- Frank Kraushaar (* 1967), Sinologe
- Zepp Oberpichler (* 1967), Musiker und Autor
- Clemens Schönborn (* 1967), Regisseur und Drehbuchautor
- Nicole Uphoff (* 1967), Dressurreiterin
- Martina Voss-Tecklenburg (* 1967), Fußballspielerin und -trainerin
- Jens Vygen (* 1967), Mathematiker
- Bärbel Bas (* 1968), Politikerin, Präsidentin des Deutschen Bundestages
- Sabine Begall (* 1968), Zoologin
- Hilmar Bender (* 1968), Autor, Werbetexter und Fotograf
- Thomas Brinkmann (* 1968), Feldhockeyspieler
- Marc Buchholz (* 1968), Politiker (CDU), Oberbürgermeister der Stadt Mülheim an der Ruhr
- Dieter Kassel (* 1968), Journalist und Moderator
- Ralf Kellermann (* 1968), Fußballtorhüter und -trainer
- Katja Liebing (* 1968), Schauspielerin, Sängerin, Tänzerin und Synchronsprecherin
- Stefan Orth (* 1968), katholischer Theologe und Publizist
- Christoph Reuter (* 1968), Musikwissenschaftler
- Mirko van Stiphaut (* 1968), Gitarrist
- Thomas Strunz (* 1968), Fußballspieler
- Jörg Abbing (* 1969), Organist und Musikwissenschaftler
- Tim Grobe (* 1969), Schauspieler und Hörspiel-, Hörbuchsprecher
- Dirk Klingenberg (* 1969), Wasserballspieler
- Jochen Lettmann (* 1969), Kanute
- Stefan Meetschen (* 1969), Journalist und Schriftsteller
- Gerhard Schebler (* 1969), Schachgroßmeister
- Patrick Stiller (* 1969), Schauspieler
- Stefan Engstfeld (* 1970), Politiker
- Marc-Oliver Hendriks (* 1970), Rechtswissenschaftler
- Patrick Hufen (* 1970), Versicherungsdetektiv und TV-Darsteller
- Markus Krebs (* 1970),  Stand-up-Comedian
- Cyrus Overbeck (* 1970), bildender Künstler
- Martin Rütter (* 1970), Hundetrainer
- André Stachowiak (* 1970), Fußballschiedsrichter
- Dirk van der Ven (* 1970), Fußballspieler
- Roland Wöller (* 1970), Fachhochschullehrer und Politiker

#### 1971 bis 1980
- Diana Ingenhoff (* 1971), Kommunikationswissenschaftlerin
- Jacob Joussen (* 1971), Rechtswissenschaftler
- Sven Kaiser (* 1971), Politiker (CDU)
- Nicole Leder (* 1971), Triathletin
- Daniel Witzke (* 1971), Schauspieler, Sänger, Regisseur und Musicalproduzent
- Christian Ehring (* 1972), Kabarettist, Autor und Musiker
- Lütfiye Güzel (* 1972), türkischstämmige deutsche Lyrikerin
- Ludger K. (* 1972), Stand-Up-Kabarettist, Polit-Comedian und Moderator
- Thomas Schneider (* 1972), Fußballspieler und -trainer
- Sascha Lensing (* 1973), Politiker (AfD)
- Maren Meinert (* 1973), Fußballspielerin und -trainerin
- Aslı Sevindim (* 1973), türkische Journalistin, Rundfunkmoderatorin und Schriftstellerin
- Daniel Stephan (* 1973), Handballspieler
- Thorsten Albustin (* 1974), Fußballtorhüter
- Ramin Djawadi (* 1974), deutsch-iranischer Komponist
- Sascha Reh (*  1974), Schriftsteller
- Christian Rhoden (* 1974), Hochspringer
- Charlotte Bohning (* 1975), Schauspielerin
- Sevim Dağdelen (* 1975), Politikerin
- Björn Navarin (* 1975), Handballspieler
- Andreas Roschkowsky (* 1975), Poolbillardspieler
- Giesela Rühl (* 1974), Rechtswissenschaftlerin, Hochschullehrerin
- Thorsten Gerald Schneiders (* 1975), Journalist, Politik- und Islamwissenschaftler
- Rauf Ceylan (* 1976), Religionssoziologe und Buchautor
- Sören Link (* 1976), Politiker
- Atilla Oener (* 1976), Schauspieler
- Christian Reintjes (* 1976), Erziehungswissenschaftler und Hochschullehrer für Schulpädagogik
- René Schneider (* 1976), Journalist und Politiker, Abgeordneter im Landtag von Nordrhein-Westfalen
- Henrik von Wehrden (* 1976), Geograph, Nachhaltigkeitswissenschaftler
- Jan Holthoff (* 1977), Maler
- Daniel Masuch (* 1977), Fußballtorhüter
- Tobias Becker (* 1978), DJ und Künstler im Bereich der elektronischen Musik
- Kai Magnus Sting (* 1978), Kabarettist, Schriftsteller, Rundfunkmoderator und Schauspieler
- Tuncay Aksoy (* 1979), türkischer Fußballspieler
- Thomas Falk (* 1979), Unternehmer, Investor und CEO der eValue AG
- Yvonne Frank (* 1980), Feldhockeytorhüterin

#### 1981 bis 1990
- Daniel Embers (* 1981), Fußballspieler
- Jelena Jakopin (* 1981), Fernsehmoderatorin und Sängerin
- Tobias Kreuzmann (* 1981), Wasserballspieler
- André Lotterer (* 1981), Automobilrennfahrer
- Nic (* 1981), Schlagersänger
- Thomas Schlieter (* 1981), Fußballspieler
- Roland Verwey (* 1981), Eishockeyspieler
- Annica Hansen (* 1982), Moderatorin und Model
- Nils Müller (* 1982), Graffiti-Künstler, Galerist und Fotograf
- Fabian Schrumpf (* 1982), Politiker (CDU, MdL) und Rechtsanwalt
- Claire Vivianne Sobottke (* 1982), Schauspielerin
- Katrin Uhlig (* 1982), deutsche Politikerin (Bündnis 90/Die Grünen)
- Berit Wiacker (* 1982), Bobfahrerin und Leichtathletin
- Sebastian Haßelberg (* 1982), Eishockeyspieler
- Lukas Heinser (* 1983), Blogger und Journalist
- Sandra Marinello (* 1983), Badmintonspielerin
- Sarah Philipp (* 1983), Politikerin (SPD), Mitglied des Landtags von Nordrhein-Westfalen
- Benjamin Reiners (* 1983), Dirigent und Generalmusikdirektor
- Ali Çamdalı (* 1984), deutsch-türkischer Fußballspieler
- Dustin Heun (* 1984), Fußballspieler
- Stephan Kreuzmann (* 1984), Eishockeyspieler
- Judith Park (* 1984), Mangastil-Zeichnerin
- Siham El-Maimouni (* 1985), Redakteurin und Fernsehmoderatorin
- Matthias Puhle (* 1985), Handballspieler
- Till Reiners (* 1985), Comedian
- Chantal Schneidereit (* 1985), Eishockeyspielerin
- David Werker (* 1985), Comedian
- Lance David Arnold (* 1986), Automobilrennfahrer
- David Cespiva (* 1986), Eishockeyspieler
- Sarah Prieur (* 1986), deutsche Sachbuchautorin
- Emilia Rosa de Fries (* 1986), Schauspielerin
- Martin Schymainski (* 1986), Eishockeyspieler
- Moritz Stoppelkamp (* 1986), Fußballspieler
- Haluk Türkeri (* 1986), deutsch-türkischer Fußballspieler
- Marcel Uhde (* 1986), Hip-Hop-Produzent
- Romina Becks (* 1987), Schauspielerin
- Milan Marcus (* 1987), Schauspieler
- Lena Müller (* 1987), Ruderin, Weltmeisterin
- Mahmut Özdemir (* 1987), Politiker (SPD)
- Michael Schrader (* 1987), Zehnkämpfer
- Burak Yilmaz (* 1987), Pädagoge und Autor
- Nicola Geuer (* 1988), Tennisspielerin
- Etienne Renkewitz (* 1988), Eishockeytorhüter
- Sven Theißen (* 1988), Fußballspieler
- Majoe (* 1989), Rapper und Musiker
- Patrick Wiencek (* 1989), Handballspieler
- Felix Banaszak (* 1989), Politiker (Grüne), Mitglied des deutschen Bundestags
- Elias Eilinghoff (* 1990), Schauspieler und Sänger
- Ilka Pedersen (* 1990), Fußballspielerin

#### 1991 bis 2000
- Catherine Chikosi (* 1991), Schauspielerin
- Joel Keussen (* 1991), Eishockeyspieler
- Marcel Lenz (* 1991), Fußballtorhüter
- Dominik Reinert (* 1991), Fußballspieler
- Nurettin Kayaoğlu (* 1992), deutsch-türkischer Fußballspieler
- Eren Taskin (* 1992), deutsch-türkischer Fußballspieler
- Lars-Erik Schütz (* 1992), Schriftsteller
- Thomas Karaoglan (* 1993), Popsänger
- Julius Kühn (* 1993), Handballspieler
- Calvin Lennig (* 1993), Jazzmusiker
- Ronny Minkwitz (* 1993), Fußballspieler
- Isabel Hochstein (* 1994), Fußballspielerin
- Patrick Klein (* 1994), Eishockeytorwart
- Maximilian Güll (* 1995), Fußballspieler
- Naffie Janha (* 1996), Bühnen- und Filmschauspielerin
- Nico Klaß (* 1997), Fußballspieler
- Béla Gabor Lenz (* 1997), Schauspieler
- Lukas Daschner (* 1998), Fußballspieler
- Marten Linßen (* 1998), Basketballspieler
- Eduardo Dos Santos Haesler (* 1999), Fußballtorhüter
- Henri Squire (* 2000), Tennisspieler

### 21. Jahrhundert
- Erdem Canpolat (* 2001), Fußballtorhüter
- Tessniem Kadiri (* 2001), Moderatorin
- Marcel Laurenz Lotka (* 2001), polnisch-deutscher Fußballspieler
- Nele Moos (* 2001), Para-Leichtathletin
- Marie Wegener (* 2001), Sängerin
- Rocco Reitz (* 2002), Fußballspieler
- Tom Gentzsch (* 2003), Tennisspieler
- Göktan Gürpüz (* 2003), Fußballspieler
- Felix Keidel (* 2003), Fußballspieler
- Ena Mahmutovic (* 2003), Fußballspielerin
- Sophia Schwabe (* 2003), Hockeyspielerin
- Joshua Quarshie (* 2004), Fußballspieler
- Noel Saffran (* 2004), Eishockeyspieler
- Pia Lucassen (* 2006), Fußballspielerin

## Mit Duisburg verbundene Personen
- Gerhard Mercator (1512–1594), Mathematiker, Geograph, Philosoph, Theologe und Kartograf
- Bartholomäus Mercator (1540–1568), Kartograf und Kosmograf, Mercator lehrte 1563 am Duisburger Gymnasium
- Johannes Corputius (1542–1611), niederländischer Ingenieur, Militärführer und Kartograph
- Johannes Clauberg (1622–1665), Theologe und Philosoph
- Heinrich Hulsius (1654–1723), reformierter Theologe und Hochschullehrer
- Gottlieb Ephraim Berner (1671–1741), Mediziner
- Niklaus Tscheer (1671–1748), Schweizer Pietist und Schriftsteller
- Johann Hildebrand Withof (1694–1769), Professor für Beredsamkeit und Geschichte in Duisburg
- Johann Gottlob Leidenfrost (1715–1794), Mediziner und Theologe
- Johann Gerhard Hasenkamp (1736–1777), evangelisch-reformierter Theologe
- Friedrich Arnold Hasenkamp (1747–1795), Pädagoge
- Daniel Erhard Günther (1752–1834), Mediziner und Hochschullehrer
- Gottfried Daniel Krummacher (1774–1837), preußischer reformierter Theologe
- Jacob Grimm (1785–1863), Sprach- und Literaturwissenschaftler, Abgeordneter des Kreises Duisburg (29. Wahlbezirk) in der Frankfurter Nationalversammlung
- Emil Wilhelm Krummacher (1798–1886), reformierter Theologe
- Johann Peter Lange (1802–1884), protestantischer Theologe
- Daniel Morian (1811–1887), Unternehmer
- Karl Heinrich Oeckinghaus (1813–1858), deutscher Porträtmaler
- Elise Polko (1823–1899), Dichterin und Sängerin
- Friedrich Albert Lange (1828–1875), Philosoph, Pädagoge, Ökonom und Sozialist
- Heinrich Averdunk (1840–1927), Lehrer, Geschichtsschreiber und Stadtverordneter
- August Thyssen (1842–1926), Industrieller
- Wilhelm Busch (1861–1929), Instrumentenbauer
- Peter Klöckner (1863–1940), Unternehmer und Industrieller
- Karl Pregizer (1872–1956), Architekt, Baurat der Stadt Duisburg
- Karl Jarres (1874–1951), Politiker in der Weimarer Republik
- Friedrich Horn (1875–1957), evangelischer Theologe
- Wilhelm Canaris (1887–1945), Admiral
- Julius Adler (1894–1945), Politiker
- Anton Gebler (1899–1970), Widerstandskämpfer gegen das NS-Regime
- Günther Henle (1899–1979), Politiker, Unternehmer und Musikverleger
- Alois Theissen (1899–1961), katholischer Geistlicher und NS-Opfer
- Wilhelm Schmitz-Veltin (1907–1968), Volkskundler und Historiker, Leiter des KSM Duisburg und der Stadtbibliothek
- Helmut Horten (1909–1987), Unternehmer
- Harro Schulze-Boysen (1909–1942), Offizier, Publizist und Widerstandskämpfer gegen den Nationalsozialismus
- Günter von Roden (1913–1999), Historiker und Archivar
- Harry Poley (1916–2003), Amtsträger des Bundes der Vertriebenen
- Lothar-Günther Buchheim (1918–2007), Maler, Fotograf, Verleger, Kunstbuch- und Romanautor
- Herbert W. Köhler (1919–2001), Politiker
- Heinz Knappe (1924–1997), Schriftsteller
- Hans A. de Boer (1925–2017), Friedensaktivist und Weltreisender
- Lüder Lüers (1926–2022), deutscher Philanthrop, Mitbegründer der Kindernothilfe
- Wim Thoelke (1927–1995), Showmaster
- Bernd Kirtz (* 1929), Fotograf
- Helmut Rahn (1929–2003), Fußballspieler
- Hans-Joachim Barkenings (1933–2016), Theologe, Schriftsteller und Lyriker
- Dankwart Danckwerts (1933–2012), ordentlicher Professor für Soziologie und Sozialpädagogik, lebte und lehrte in Duisburg
- Joachim Kroll (1933–1991), Waschkauenwärter und Serienmörder
- Franz-Josef Antwerpes (* 1934), Politiker
- Joseph Milz (1934–2013), Historiker, Archäologe und Archivar
- Gerd Hennig (1935–2017), Fußballschiedsrichter
- Tilmann Bechert (* 1939), Archäologe und Historiker
- Gernot Tromnau (* 1939), Prähistoriker und Museumsdirektor
- Peter Lindbergh (1944–2019), Fotograf, Werbe- und Dokumentarfilmer
- Ludger Heid (* 1945), Neuzeithistoriker
- Josef Capoušek (1946–2025), Kanusport-Trainer
- Michael Frenzel (* 1947), Politiker
- Bernard Dietz (* 1948), Fußballspieler und -trainer
- Jürgen Triebel (* 1948), Moderator, Sänger und Musiker
- Klaus D. Bornemann (* 1949), Fotograf und Schriftsteller
- Helmut Loeven (* 1949), Buchhändler, Schriftsteller und Herausgeber
- Heinz Robert Martin (* 1949), Gitarrist
- Elmar Giemulla (* 1950), Jurist und Professor für Luftrecht
- Rolf Milser (* 1951), Gewichtheber und Hotelier
- Christoph Daum (1953–2024), Fußballspieler und -trainer
- Ursula Kamizuru (1953–2008), Tischtennisspielerin
- Joachim Król (* 1957), Schauspieler
- Susanne Sommer (* 1960), Regionalhistorikerin, Leiterin des KSM Duisburg
- Franz-Josef Steininger (* 1960), Fußballspieler
- Bernhard Kuhnt (* 1963), österreichischer Polizeikommissar
- Christiane Lind (* 1964), Autorin
- Christian Schicha (* 1964), Medienwissenschaftler sowie Professor
- Silvia Müller (1965–2016), Entführungsopfer und Buchautorin
- Gil Shachar (* 1965), israelischer Maler und Bildhauer
- Marcus Strümpe (* 1967), Kirchenmusikdirektor an der Salvatorkirche
- Zülfiye Kaykin (* 1968), Politikerin
- Andreas Pilger (* 1969), Archivar, Leiter des Stadtarchivs Duisburg
- Jörg Roßkopf (* 1969), Tischtennisspieler
- Marco Grevelhörster (* 1970), Fußballspieler
- Stephan Küsters (* 1971), Fußballspieler
- Mustafa Doğan (* 1976), deutsch-türkischer Fußballspieler
- Lamya Kaddor (* 1978), deutsch-syrische Politikerin, Islamwissenschaftlerin, Publizistin und Lehrerin
- Ercan Aydoğmuş (* 1979), deutsch-türkischer Fußballspieler
- Abdelkarim (* 1981), deutsch-marokkanischer Kabarettist
- Hannah Stockbauer (* 1982), Schwimmerin
- Elyasa Süme (* 1983), deutsch-türkischer Fußballspieler
- Jeremy Dudziak (* 1995), Fußballspieler